# 茶屋町音楽アワー
茶屋町音楽アワー（ちゃやまちミュージックアワー）は2003年度から年度下半期（ナイターオフ）期間中の帯番組である。

## 概要
- 番組では主として1960年代、1970年代を中心としたポップス、フォークソング、ニューミュージックなどを中心に選曲し、リスナーからのリクエストに応えていく内容となっている。なお、火曜日から木曜日はスポーツアナウンサー（金曜日はMBSタイガースナイター解説者が週代わり）の出演のため、17:25からの太田幸司の熱血!!タイガーススタジアムからの流れでプロ野球の話題が取り上げられることもある。
- ナイター期間中も、不定期で月曜日に放送される。
- 2003年度、2004年度は火曜日から金曜日18:30-20:00の放送だったが、2005年度から土曜日18:30-19:40の放送を開始した。
  - なお、2006年秋から、この時間枠はワイド番組（「上泉雄一の発信!UWAらじお」（火-金曜日、2006年度）、MBSどっと!アナ（火-日曜日、2007年度）が放送されるため、放送されない。以後、日曜深夜に不定期特別番組として放送されている。

### スポンサー
- 火曜～金曜の放送当時、19時～20時の1時間はニッポン放送(LF)発のCMネットをしていた。
  - 19:00～19:30が全国36局ネット。スポンサーは2003年オフがTOYOTA、2004年オフ以降はJA-SS。
  - 19:30～20:00がSTV・LF・SF・MBS・KBCの5局ネットゾーン。主なスポンサーとしてソニー損保・文化シヤッター・明治乳業・森永乳業・キングレコード・日本クラウンなど。なお、三和シヤッターは2004年度までは提供していたが、2005年度は六本木ヒルズ森タワーの回転ドア事故の影響によりCM活動を自粛していた。

## 担当者

### パーソナリティ
- 火曜日～木曜日　鳥居睦子
- 金曜日　松川浩子アナウンサー（2005年10-12月）、関岡香アナウンサー（2006年1月-3月）
- 土曜日　増井孝子

### パートナー
- 火曜日から木曜日はMBSスポーツアナウンサーの日替わり出演

火曜日 仙田和吉
水曜日 井上雅雄
木曜日 近藤亨
- 金曜日は毎週週代わり
  - 2005年
    - 10月7日 - 安藤統男（MBSプロ野球解説者）
    - 10月14日 - 佐々木恭介（MBSプロ野球解説者）
    - 10月21日 - 一枝修平（MBSプロ野球解説者）
    - 10月28日 - 太田幸司（MBSプロ野球解説者）
    - 11月4日 - 近藤光史（フリーアナウンサー・元MBSアナウンサー）
    - 11月11日 - 亀山つとむ（MBSプロ野球解説者）
    - 11月18日 - 八木裕（MBSプロ野球解説者）
    - 11月25日 - 野村啓司（MBSラジオ専任局長兼チーフパーソナリティ・元アナウンサー）
    - 12月2日 - 馬場章夫（冒険家・パーソナリティ）
    - 12月9日 - 上泉雄一（MBSアナウンサー）
    - 12月16日 - 浜村淳（タレント・パーソナリティ）
    - 12月23日 - 角淳一（MBS専属パーソナリティ・元MBSアナウンサー）
    - 12月30日 - 桂吉弥（落語家）

  - 2006年
    - 1月6日 - 大八木淳史（ラグビー解説者・タレント）
    - 1月13日 - 安藤統男
    - 1月20日 - 一枝修平
    - 1月27日 - 松井昭憲（MBSアナウンサー）
    - 2月3日 - 原田伸郎（タレント）
    - 2月10日 - 上泉雄一
    - 2月17日 - 近藤光史
    - 2月24日 - 野村啓司
    - 3月3日 - 中村鋭一（パーソナリティ・政治評論家・元ABCアナウンサー）
    - 3月10日 - 中尾彬（俳優・タレント）
    - 3月17日 - 阪本時彦（パーソナリティ・元MBSアナウンサー）
    - 3月24日（最終回） - 太田幸司